# دانشنامه علائی
دانشنامهٔ علایی که دانشنامه‌ای است نوشتهٔ ابن سینا به زبان فارسی در پنج دانش است؛ منطق، طبیعیات (دانش زیرین) هیئت، موسیقی و آنچه بیرون طبیعت است (دانش برین)، می‌شود.

## زبان اثر
این اثر به فارسی است و در آن ابن سینا تلاش کرده است تا آنجا که می‌تواند واژه‌های فارسی به کار برد.

## نام عربی
در منابع عربی و فارسی به نام‌های «الحکمةالعلائیة» «الرسالةالعلائیة» «حکمت علایی» یا «کتاب علایی» نیز نامیده شده است.

## زمان نگارش
ابن سینا این دانشنامه را در فاصلهٔ سال‌های ۴۱۳ تا ۴۲۸ برای سپاس از حمایت‌های فرماندار وقت اصفهان، ابوجعفر دشمن زیار ملقب به علاء الدوله کاکویه نوشت و به همین سبب دانشنامهٔ علایی نام گرفته است.

## بخش مفقود
قسمت ریاضیات این اثر مفقود شده است. ولی محمد جواد صدیقی بخش موسیقی و ریاضی دانشنامهٔ علایی را بازنویسی کرده است.

## علت تألیف
زمانی که ابن سینا در اصفهان با حاکم آن خطه یعنی علاءالدین کاکویه می‌زیست علاء کاکویه اظهار می‌کند که به‌واسطهٔ عربی بودن کتب حکمت از فهم فلسفه عاجزم و از بوعلی درخواست می‌کند که کتابی به پارسی بنگار که من فلسفه را خواهم فهمید. «اگر علوم اوایل بعبارات پارسی بودی، من توانستمی دانستن» ولی مطلعین می‌دانند که کاکویه پس از این تألیف هم بویی از حکمت نبرد «و از آن هیچ در نتوانست یافتن». به‌هرحال با آن ادعایش باعث شد که یکی از منظم‌ترین و منقح‌ترین کتب فارسی حکمت مشاء به وجود آید. نام این کتاب را دانشنامهٔ علائی یا الحکمة العلائیه گفته‌اند. مهم‌ترین بخش دانشنامه که مهم‌ترین بخش فلسفه است همان الهیات یا علم برین است. چیزی که به‌تعبیر نویسندهٔ اثر «اصلهای همه علمها اندر این علم درست شود و این علم را بآخر آموزند هر چند بحقیقت اول است»

## بخش‌ها
از بخش‌های مختلف کتاب سه بخش منطق، الهیات و طبیعیات از نوشته‌های خود ابن سینا به جا مانده است و بخش‌های مربوط به ریاضیات شامل هندسه، هیئت و حساب که در همان زمان از بین رفته بود را ابو عبید جوزجانی پس از وفات ابن سینا از نوشته‌های دیگر او به تلخیص درآورده است.
بخش اول کتاب دربارهٔ منطق و بخش دوم با نام فلسفهٔ برین دربارهٔ الهیات است. این کتاب نسخه‌های خطی فراوانی دارد. کتاب در سال ۱۳۱۵ توسط احمد خراسانی تصحیح و ویرایش شده است. دکتر محمد معین نیز این کتاب را تصحیح نموده است.

## نمونه نثر اثر
بوعلی سینا در منطق دانشنامه می‌گوید «و قیاس بالجمله سخنی بود اندر وی سخنانی گفته که چون پذیرفته‌اید سخنانی که اندر وی گفته آمده بود از آنجا گفتاری دیگر لازمِ آید هر آینه، مثال این که اگر کسی گوید هر جسمی مصور است و هر مصوری محدث است این سخن قیاس بود زیرا که هر گاه که این هر دو قضیه پذیرفته آید و تسلیم کرده شود از اینجا سخنی دیگر لازم آید که هر جسمی محدث است و همچنان که اگر کسی گوید اگر عالم مصور است پس عالم محدث است و لیکن عالم مصور است.»

## اثرگذاری
ابوحامد محمد غزالی در تألیف کتاب مقاصد الفلاسفه که در شرح آرای مشائیان است بسیار از دانشنامه اثر پذیرفته است و فرازهایی از کتاب را به عربی ترجمه کرده است. هر چند برخی با تطبیق متن دو اثر نشان داده‌اند در واقع مقاصد سرقت ۹۹ درصدی دانشنامه علایی است نه اینکه کتابی باشد که فقط تاثیرپذیری از فرازهای متن دانشنامهٔ علایی داشته باشد.

## کتابنامه
- مقدسی، مهناز. دانشنامه‌های ایرانی. دفتر پژوهشهای فرهنگی، ۱۳۸۴.
- ابن سینا، حسین بن عبدالله؛ دانشنامه علائی بخش الهیات؛ چ۲، انجمن آثار و مفاخر فرهنگی و دانشگاه بوعلی سینا، همدان، ۱۳۸۳. الف.
- ابن سینا، دانشنامه علائی بخش منطق؛ چ۲، انجمن آثار و مفاخر فرهنگی و دانشگاه بوعلی سینا، همدان، ۱۳۸۳. ب.
- غزالی، ابوحامد، مقاصد الفلاسفه؛ دارالکتب العلمیه، بیروت، ۱۴۲۴ق،
- غزالی در ترازوی نقد؛ محمدعلی نجفی و عظیم عابدینی؛ قم؛ میراث ماندگار؛ ۱۳۹۶.
- https://web.archive.org/web/20170308220619/http://www.farhangkhane.ir/literary/42592